# Богемія
49°50′00″ пн. ш. 14°20′00″ сх. д. / 49.833333333333° пн. ш. 14.333333333333° сх. д.
Боге́мія (лат. Bohemia, нім. Böhmen, «країна боїв») — історична область у Чехії, у широкому визначенні усі колишні землі Богемської Корони.

## Назва
Найдавніша латинська назва «Boiohaemum» — «батьківщина бойїв». Бойї населяли ці землі в IV ст. до н. е. Три століття по тому бойїв витіснили германці.

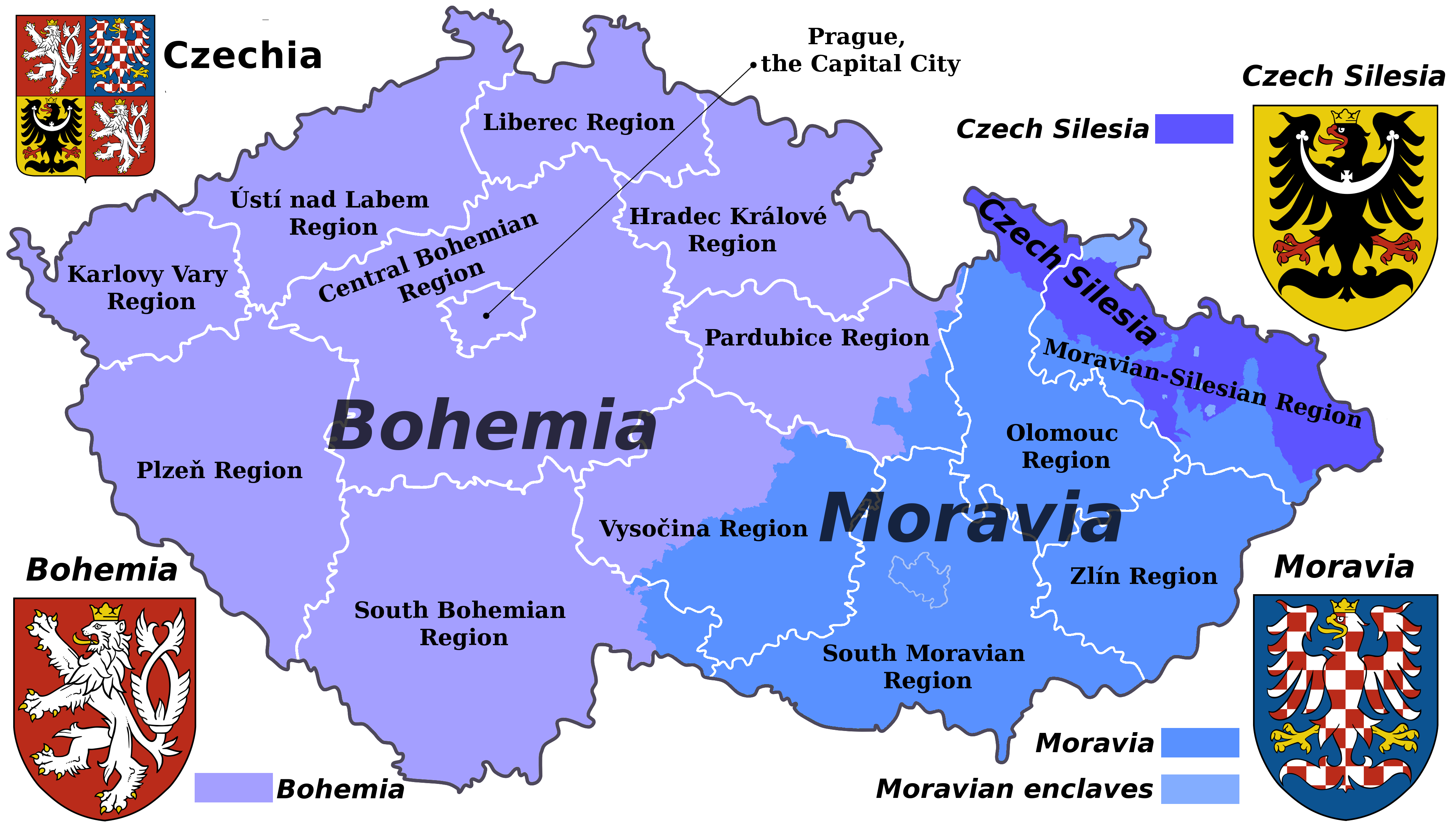
Складові Чехії

## Історія
У давнину Богемію населяли бойї, кельти. З 5—6 століття нашої ери Богемію населяють слов'янські племена; найсильніші з них — чехи — дали країні нову назву.
У IX столітті племінний партикуляризм долає рід Пржемисловичів, котрий проживає поблизу Праги. Заснування самостійної міцної держави відбувається за допомогою княжої кінноти, елітного корпусу професійних воїнів, утримуваного правителем, і шляхом перетворення замків-укриттів на постійні опорні пункти. Після вбивства Вацлава, згодом національного святого, Богемія в X столітті з власною династією приєднується до Священної Римської імперії.
973 рік — заснування єпископату в Празі під верховенством Майнца.
1054 рік — у боротьбі з поляками Богемія поступається Сілезією Польщі. Моравія залишається в Богемії.
1061-1092 роки — правління Вратислава ІІ, якого в 1086 році робить королем Генріх IV. Після тронного розбрату в першій половині XII століття, зміцнення знаті за допомогою інституції сеньйорату і запровадження первородства у 1158 році.
1140-1173 роки — правління Владислава ІІ, що стає спадкоємним королем. З початком німецького руху на схід (1170 рік — привілеї для німецьких купців) виникають міста і бюргерство, одночасно з тутешньою шляхтою і кліром.
1198-1230 роки — правління Пржемисла Оттокара І. Він отримує привілеї німецьких правителів і пап.
1253-1278 роки — правління Пржемисла Отакара II. Він підтримує Німецький орден, підкоряє у 1251 році Австрію, після перемоги під Кройсенбрюном над угорцями підкорює у 1261 році Штирію, у 1260 році приєднує частини Словаччини (1260 рік), Каринтії і Крайни. 1273 року при обранні короля поступається Рудольфу Габсбургу.
1278 року — Пржемисл Отакар II гине в битві на Маршфельді. Богемію і Моравію, які отримує Вацлав II, по смерті Вацлава III у 1306 році відбирають як імперську власність.